# 微細藻燃料

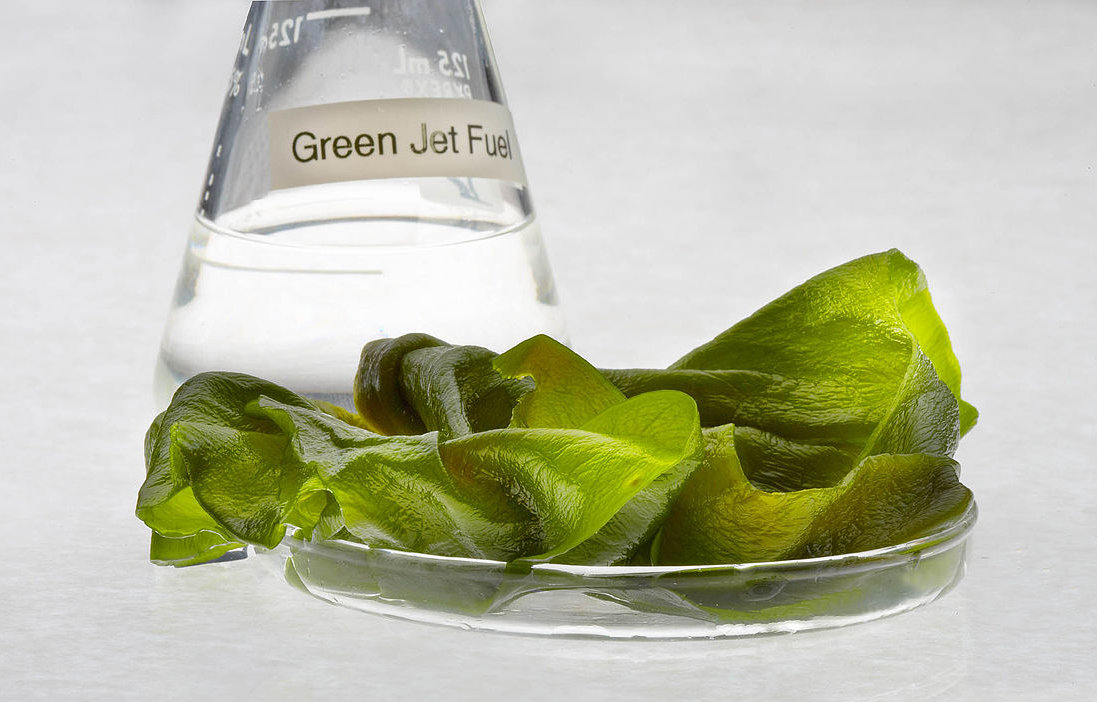
藻類から作られたAlgae Fuel

微細藻燃料（びさいそうねんりょう）とは化石燃料に対する代替燃料として微細藻類を利用して生産されるバイオ燃料のことである。
いくつかの企業や政府系のエージェントが資本を投下し、その操業コストを削減し藻類による燃料の生産が商業的に成りたつよう研究を重ねている。

## カーボンニュートラル
化石燃料と異なり、藻類の培養の過程でCO2を吸収しているため、燃焼時と差し引きゼロでカーボンニュートラル扱いとされており、再生可能なエネルギー資源として、二酸化炭素排出量の抑制につながることが期待されている。
燃料として燃焼された時に全て吸収された二酸化炭素は再度放出されてしまうため、大気中の二酸化炭素を減少させるというものではない。しかしながら化石燃料の燃焼により新規に二酸化炭素が放出されるのをそれにとってかわることで潜在的には減少させることになるといえる。

## 国際的な開発トレンド

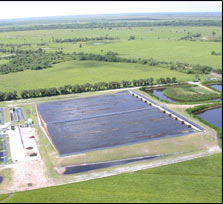
藻類の養殖場。アメリカ・フロリダ州

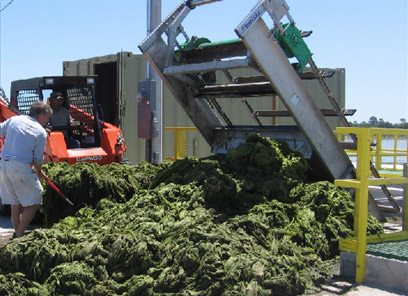
収穫された藻類

日本では、湾岸戦争や石油危機後の1990年代頃から微細藻類燃料の研究が始まった。
米国では、2007年のジョージ・H・W・ブッシュ大統領の年頭教書が代替燃料開発促進を目指すものであったことから、研究の促進がなされた。しかしこれをうけて立ち上がった米国スタートアップ企業の多くが倒産もしくは微細藻類燃料以外の生産にシフトしていることが報告されている。
欧州でもHORIZON2020にて微細藻類燃料の研究が進められている。